# Tat'jana Ovsienko
Tat'jana Nikolaevna Ovsienko (in russo Татьяна Николаевна Овсиенко?; Kiev, 22 ottobre 1966) è una cantante russa.
Dal 1988 al 1990 è stata solista del gruppo Miraž.

## Discografia
- 1991 – Krasivaja devčonka
- 1993 – Kapitan
- 1994 – Ne sudi...
- 1995 – Nado vljubit'sja
- 1997 – Za rozovym morem
- 2001 – Reka ljubvi moej
- 2004 – Ja ne skažu proščaj
- 2013 – Vremja

## Onorificenze
- 2001 – Artista onorato della Federazione Russa[2]